# Que font les rennes après Noël ?
Que font les rennes après Noël ? est un roman d'Olivia Rosenthal publié le 26 août 2010 aux éditions Verticales et ayant obtenu le prix du Livre Inter l'année suivante.

## Historique
Le 6 juin 2011, le roman se voit décerner le prix du Livre Inter au troisième tour d'un scrutin présidé cette année-là par Amin Maalouf,.

## Résumé
Une petite fille qui voulait un animal se le voit refuser par ses parents au nom de la « bonne éducation ». En grandissant la jeune femme évoque cet évènement et l'influence que celui-ci a eu sur sa vie, l'éducation et l'« imprégnation » qu'elle a reçues, aboutissant à la difficulté de devenir soi-même. Ce récit est mis en parallèle avec les interrogations de divers professionnels travaillant avec des animaux (laborantin, boucher, dresseur, éleveur), dans une réflexion sur la condition humaine autant que sur celle des animaux.

## Réception critique
Francine de Martinoir pour le journal La Croix qualifie le roman de « très beau livre [qui] prolonge [une] réflexion pleine de fantaisie sur la transgression, [et] plonge au cœur des enfermements inventés par les hommes».

## Prix et distinctions
- Prix du Livre Inter 2011
- Prix Alexandre-Vialatte 2011
- Prix Ève Delacroix 2011

## Éditions
- Que font les rennes après Noël ?, éditions Verticales, 2010  (ISBN 978-2070130221).